# جاي تي دبليو. جينينغز
جاي تي دبليو. جينينغز (بالإنجليزية: J. T. W. Jennings)‏ هو مهندس معماري أمريكي، (و. 1856  م).